# Vendœuvres
Vendœuvres [vɑ̃dœvʁ] ist eine französische Gemeinde mit 1.094 Einwohnern (Stand 1. Januar 2022) im Département Indre in der Region Centre-Val de Loire; sie gehört zum Arrondissement Châteauroux und zum Kanton Saint-Gaultier.

## Geografie
Die Gemeinde liegt im Regionalen Naturpark Brenne. Nachbargemeinden sind Mézières-en-Brenne, Sainte-Gemme, Buzançais, La Chapelle-Orthemale, Neuillay-les-Bois, Méobecq und Migné.
Durch das Gemeindegebiet fließen die Claise und ihr Zufluss Yoson, in den hier der Rossignol einmündet.

## Bevölkerungsentwicklung
| Jahr      | 1962 | 1968 | 1975 | 1982 | 1990 | 1999 | 2008 | 2012 |
| Einwohner | 1348 | 1183 | 1100 | 1022 | 1042 | 1018 | 1110 | 1143 |

## Verkehr
Vendœuvres hatte einen Bahnhof an der Bahnstrecke Le Blanc–Argent-sur-Sauldre, die in diesem Abschnitt 1953 stillgelegt wurde. Im Ort kreuzen sich die Departementsstraßen D 24 (Clion–Ciron) und D 925 (Azay-le-Ferron−Châteauroux).

## Sehenswürdigkeiten
- Schloss Lancosme im Forêt de Lancosme (Privatbesitz)
- Kirche Saint-Pierre und Saint-Paul